# Sebeok (Orong Telu)
Sebeok is een bestuurslaag in het regentschap Sumbawa van de provincie West-Nusa Tenggara, Indonesië. Sebeok telt 1671 inwoners (volkstelling 2010).